# Puig del Tosell
Puig del Tosell är ett berg i Spanien.   Det ligger i provinsen Província de Barcelona och regionen Katalonien, i den östra delen av landet, 500 km öster om huvudstaden Madrid. Toppen på Puig del Tosell är 1 461 meter över havet, eller 57 meter över den omgivande terrängen. Bredden vid basen är 0,20 km.
Terrängen runt Puig del Tosell är huvudsakligen lite bergig.Runt Puig del Tosell är det glesbefolkat, med 15 invånare per kvadratkilometer. Närmaste större samhälle är Vilaseca, 11,5 km sydväst om Puig del Tosell. I omgivningarna runt Puig del Tosell växer i huvudsak blandskog.